# 龍弥
龍弥（りゅうや、1983年9月13日 - ）は、日本の俳優・ファッションモデル。グランドスラム所属。長崎県出身。身長184cm、体重65kg。旧芸名、太田 智也（おおた ともや）。

## 来歴・人物
モデル活動を経て2008年、愛讐のロメラ（フジテレビ系）でドラマ初出演を果たした。特技はサッカー・野球・ラグビー。

## 出演

### 映画
- GROW 愚郎（榊英雄監督、2007年）
- 脇役物語（緒方篤監督、2009年）[1]

### テレビドラマ
- 愛讐のロメラ（2008年、東海テレビ制作/フジテレビ系） - 加賀見（七瀬）亮太 役[2]
- 太宰治短編小説集「きりぎりす」（2009年、NHK BS2） - 夫 役
- 水曜ミステリー9　女三代 如月法律事務所2・もう一つの真実（2013年2月6日、テレビ東京） - 向井直人 役[3]

### 舞台
- The Distance from Her〜ここからの距離（TPT公演）[4]
- ゼリーの空間（空間ゼリー公演）[5]
- 劇場版 遙かなる時空の中で 舞一夜（キタムラトシヒロ演出）
- 猫目倶楽部（深寅芥演出）[6]
- 音楽舞闘会 黒執事 〜その執事、友好〜 - 劉 役

### CM
- エルセーヌ

### ショー
- agnès b.
- gouk

### 広告
- ヒューレット・パッカード
- ラフォーレ原宿
- EDWIN
- 無印良品
- AOKI
- au
- SUZUKI
- 住友製薬
- エルセーヌ
- 千趣会
- WILLCOM

### 雑誌
- 講談社　GLAMOROUS
- VOGUE(USA)
- 集英社　MEN'S NON-NO